# Hans Gildemeister
Hans Gildemeister Bohner (* 9. Februar 1956 in Ascope, Peru) ist ein ehemaliger chilenischer Tennisspieler deutscher Abstammung, der 4 Einzeltitel und 23 Doppeltitel während seiner Profizeit gewinnen konnte. Außerdem stand er 1982 im Doppel im Finale der French Open. Seine Brüder Heinz und Fritz waren ebenfalls aktive Tennisspieler. 1977 wurde er chilenischer Staatsbürger und spielte seitdem für das Land im Davis Cup. Der Rechtshänder erreichte seinen höchsten ATP-Rang im Februar 1980, als er 12. der Weltrangliste war.

## Erfolge
| Legende                                               |
| Grand Slam                                            |
| Tennis Masters Cup                                    |
| ATP Masters Series                                    |
| ATP Championship Series ATP International Series Gold |
| ATP World Series ATP International Series             |
| ATP Challenger Series                                 |

| ATP-Titel nach Belag |
| Hartplatz (0)        |
| Sand (27)            |
| Rasen (0)            |
| Teppich (0)          |

### Einzel

#### Turniersiege

##### ATP Tour
| Nr. | Datum              | Turnier               | Belag | Finalgegner   | Ergebnis      |
| --- | ------------------ | --------------------- | ----- | ------------- | ------------- |
| 1.  | 14. Oktober 1979   | Barcelona             | Sand  | Eddie Dibbs   | 6:4, 6:3, 6:1 |
| 2.  | 2. Dezember 1979   | Santiago de Chile (1) | Sand  | José Higueras | 7:5, 5:7, 6:4 |
| 3.  | 29. November 1981  | Santiago de Chile (2) | Sand  | Andrés Gómez  | 6:4, 7:5      |
| 4.  | 26. September 1982 | Bordeaux              | Sand  | Pablo Arraya  | 7:5, 6:1      |

##### Challenger Tour
| Nr. | Datum            | Turnier          | Belag | Finalgegner      | Ergebnis      |
| --- | ---------------- | ---------------- | ----- | ---------------- | ------------- |
| 1.  | 29. April 1984   | Marrakesch       | Sand  | Chuck Willenborg | 6:7, 6:2, 6:1 |
| 2.  | 24. Februar 1985 | Viña del Mar (1) | Sand  | Pedro Rebolledo  | 6:3, 6:4      |
| 2.  | 2. Februar 1986  | Viña del Mar (2) | Sand  | Lawson Duncan    | 6:1, 6:0      |

#### Finalteilnahmen
| Nr. | Datum           | Turnier    | Belag | Finalgegner     | Ergebnis      |
| --- | --------------- | ---------- | ----- | --------------- | ------------- |
| 1.  | 26. August 1979 | Boston (1) | Sand  | José Higueras   | 3:6, 1:6      |
| 2.  | 19. Juli 1981   | Boston (2) | Sand  | José Luis Clerc | 6:0, 2:6, 2:6 |

### Doppel

#### Turniersiege

##### ATP Tour
| Nr. | Datum              | Turnier               | Belag | Doppelpartner     | Finalgegner                        | Ergebnis       |
| --- | ------------------ | --------------------- | ----- | ----------------- | ---------------------------------- | -------------- |
| 1.  | 5. Dezember 1976   | Santiago de Chile (1) | Sand  | Patricio Cornejo  | Elio Álvarez Belus Prajoux         | 6:3, 7:6       |
| 2.  | 13. November 1977  | Bogotá                | Sand  | Belus Prajoux     | Jorge Andrew Carlos Kirmayr        | 6:4, 6:2       |
| 3.  | 15. Oktober 1978   | Barcelona             | Sand  | Željko Franulović | Jean-Louis Haillet Gilles Moretton | 6:1, 6:4       |
| 4.  | 3. Dezember 1978   | Santiago de Chile (2) | Sand  | Víctor Pecci      | Jaime Fillol Álvaro Fillol         | 6:4, 6:3       |
| 5.  | 3. Dezember 1980   | Washington (1)        | Sand  | Andrés Gómez      | Gene Mayer Sandy Mayer             | 6:4, 7:5       |
| 6.  | 5. Oktober 1980    | Madrid (1)            | Sand  | Andrés Gómez      | Jan Kodeš Balázs Taróczy           | 3:6, 6:3, 10:8 |
| 7.  | 9. November 1980   | Quito (1)             | Sand  | Andrés Gómez      | José Luis Clerc Belus Prajoux      | 6:3, 1:6, 6:4  |
| 8.  | 17. Mai 1981       | Hamburg               | Sand  | Andrés Gómez      | Peter McNamara Paul McNamee        | 6:4, 3:6, 6:4  |
| 9.  | 24. Mai 1981       | Rom                   | Sand  | Andrés Gómez      | Bruce Manson Tomáš Šmíd            | 7:5, 6:2       |
| 10. | 4. Oktober 1981    | Madrid (2)            | Sand  | Andrés Gómez      | Markus Günthardt Tomáš Šmíd        | 6:2, 3:6, 6:3  |
| 11. | 8. November 1981   | Quito (2)             | Sand  | Andrés Gómez      | David Carter Ricardo Ycaza         | 7:5, 6:3       |
| 12. | 27. September 1981 | Santiago de Chile     | Sand  | Andrés Gómez      | Ricardo Cano Belus Prajoux         | 6:2, 7:6       |
| 13. | 26. September 1982 | Bordeaux              | Sand  | Andrés Gómez      | Anders Järryd Hans Simonsson       | 6:4, 6:2       |
| 14. | 20. Februar 1983   | Viña del Mar          | Sand  | Belus Prajoux     | Júlio Góes Ney Keller              | 6:3, 6:1       |
| 15. | 12. Mai 1985       | Hamburg (2)           | Sand  | Andrés Gómez      | Heinz Günthardt Balázs Taróczy     | 1:6, 7:6, 6:4  |
| 16. | 21. Juli 1985      | Washington (2)        | Sand  | Víctor Pecci      | David Graham Balázs Taróczy        | 6:3, 1:6, 6:4  |
| 17. | 4. Mai 1986        | Indianapolis          | Sand  | Andrés Gómez      | John Fitzgerald Sherwood Stewart   | 6:4, 6:3       |
| 18. | 11. Mai 1986       | Forest Hills          | Sand  | Andrés Gómez      | Boris Becker Slobodan Živojinović  | 7:6, 7:6       |
| 19. | 27. Juli 1986      | Boston (1)            | Sand  | Andrés Gómez      | Dan Cassidy Mel Purcell            | 4:6, 7:5, 6:0  |
| 20. | 3. August 1986     | Washington            | Sand  | Andrés Gómez      | Ricardo Acioly César Kist          | 6:3, 7:5       |
| 21. | 14. September 1986 | Stuttgart             | Sand  | Andrés Gómez      | Mansour Bahrami Diego Pérez        | 6:4, 6:3       |
| 22. | 26. April 1987     | Monte Carlo           | Sand  | Andrés Gómez      | Mansour Bahrami Michael Mortensen  | 6:2, 6:4       |
| 23. | 12. Juli 1987      | Boston (2)            | Sand  | Andrés Gómez      | Joakim Nyström Mats Wilander       | 7:6, 3:6, 6:1  |

##### Challenger Tour
| Nr. | Datum            | Turnier               | Belag | Doppelpartner   | Finalgegner                      | Ergebnis      |
| --- | ---------------- | --------------------- | ----- | --------------- | -------------------------------- | ------------- |
| 1.  | 2. Dezember 1984 | Bahia                 | Sand  | Ricardo Acuña   | Givaldo Barbosa João Soares      | 6:3, 1:6, 7:6 |
| 2.  | 24. Februar 1985 | Viña del Mar (1)      | Sand  | Belus Prajoux   | Ricardo Acuña Ernie Fernández    | 7:6, 6:3      |
| 3.  | 31. März 1985    | Tunis                 | Sand  | Víctor Pecci    | David Mustard Jonathan Smith     | 2:6, 6:4, 6:3 |
| 4.  | 2. November 1986 | Santiago de Chile (1) | Sand  | Ricardo Acuña   | Mark Dickson Derek Tarr          | 7:6, 7:6      |
| 5.  | 8. November 1987 | Santiago de Chile (2) | Sand  | Javier Frana    | Marcos Hocevar Alexandre Hocevar | 6:4, 6:3      |
| 6.  | 15. Januar 1989  | Viña del Mar (2)      | Sand  | José Luis Clerc | Richard Ashby Laneal Vaughn      | 7:5, 6:2      |

#### Finalteilnahmen
| Nr. | Datum             | Turnier     | Belag | Doppelpartner     | Finalgegner                         | Ergebnis              |
| --- | ----------------- | ----------- | ----- | ----------------- | ----------------------------------- | --------------------- |
| 1.  | 17. April 1977    | Murcia      | Sand  | Patricio Cornejo  | Patrice Dominguez François Jauffret | 5:7, 2:6              |
| 2.  | 25. Juni 1978     | Berlin      | Sand  | Željko Franulović | Colin Dowdeswell Jürgen Faßbender   | 3:6, 4:6              |
| 3.  | 13. November 1977 | Bogotá      | Sand  | Víctor Pecci      | Jaime Fillol Álvaro Fillol          | 4:6, 3:6              |
| 4.  | 20. Juli 1980     | Boston (1)  | Sand  | Andrés Gómez      | Gene Mayer Sandy Mayer              | 6:1, 4:6, 4:6         |
| 5.  | 19. Juli 1981     | Boston (2)  | Sand  | Andrés Gómez      | Raúl Ramírez Pavel Složil           | 4:6, 6:7              |
| 6.  | 11. Oktober 1981  | Barcelona   | Sand  | Andrés Gómez      | Anders Järryd Hans Simonsson        | 1:6, 4:6              |
| 7.  | 6. Juni 1982      | French Open | Sand  | Belus Prajoux     | Sherwood Stewart Ferdi Taygan       | 5:7, 3:6, 1:1 Aufgabe |
| 8.  | 15. Juli 1982     | Washington  | Sand  | Andrés Gómez      | Raúl Ramírez Van Winitsky           | 5:7, 6:7              |
| 9.  | 19. Juli 1981     | Boston (3)  | Sand  | Belus Prajoux     | Mark Dickson Cássio Motta           | 5:7, 3:6              |
| 10. | 15. April 1984    | Nizza       | Sand  | Andrés Gómez      | Jan Gunnarsson Michael Mortensen    | 1:6, 5:7              |
| 11. | 10. August 1986   | Kitzbühel   | Sand  | Andrés Gómez      | Heinz Günthardt Tomáš Šmíd          | 6:4, 3:6, 6:7         |